# Fuchsia regia

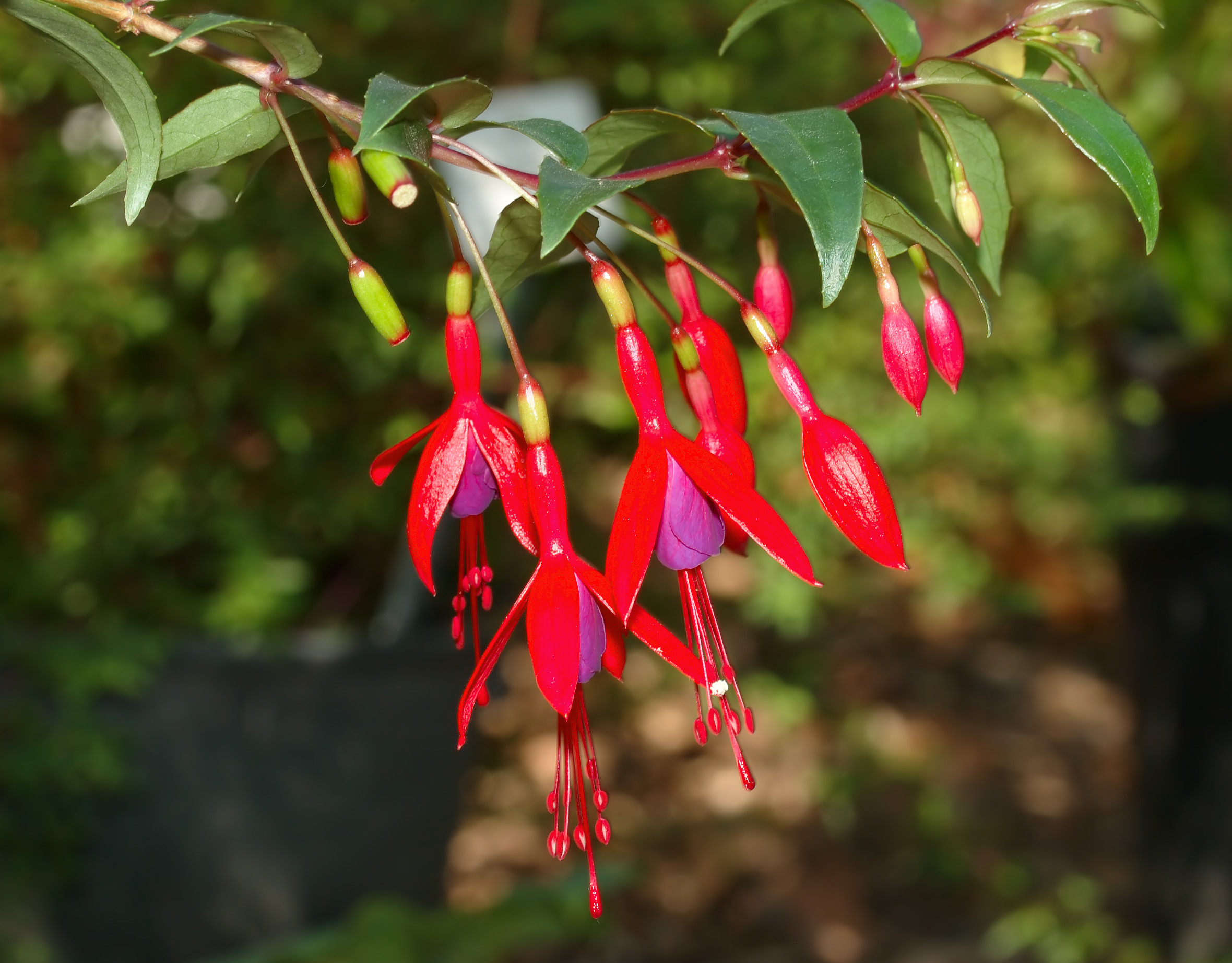
Flores de Fuchsia regia.

O brinco-de-princesa-da-mata (nome científico: Fuchsia regia), é um arbusto escandente ramificado, nativo de regiões de altitude do Brasil.
Há três subespécies:
- ssp. regia
- ssp. reitzii P.E. Berry
- ssp. serrae P.E. Berry

## Características
Altura de 1,5 a 3 m, com ramos pendentes.
As folhas são simples.
As flores terminais e axilares, pêndulas, são convolutas e vistosas: têm cálice tubular vermelho-fúcsia e corola violeta. São muito visitadas por beija-flores (troquilógamas). A floração ocorre na primavera e no outono, ligada ao fotoperíodo.
A planta liana cresce ao sol ou à meia-sombra, e tolera geadas. Pode ser cultivada em vasos, e se multiplica por estacas.

## Ocorrência
Na floresta ombrófila densa da Mata Atlântica, na América do Sul.
No Brasil:
- Nordeste: Bahia.
- Sudeste: Espírito Santo, Minas Gerais, Rio de Janeiro e São Paulo.
- Sul: Paraná, Rio Grande do Sul e Santa Catarina.